# Thereva pseudoculata
Thereva pseudoculata är en tvåvingeart som beskrevs av Cole 1923. Thereva pseudoculata ingår i släktet Thereva och familjen stilettflugor.
Artens utbredningsområde är Utah. Inga underarter finns listade i Catalogue of Life.